# 綾織村
綾織村（あやおりむら）は、1954年（昭和29年）まで岩手県上閉伊郡にあった村。現在の遠野市綾織町上綾織・綾織町下綾織・綾織町新里・綾織町みさ崎にあたる。

## 沿革
- 1889年（明治22年）4月1日 - 町村制施行にともない、上綾織村・下綾織村・新里村・鵢崎村の計4か村が合併して西閉伊郡綾織村が発足。
- 1897年（明治30年）4月1日 - 郡の統合により西閉伊郡と南閉伊郡が合併して上閉伊郡が発足[1]。上閉伊郡綾織村となる。
- 1954年（昭和29年）12月1日 - 遠野町・青笹村・小友村・上郷村・附馬牛村・土淵村・松崎村と合併し、遠野市となる。

## 行政

### 歴代村長
| 代 | 氏名       | 就任                      | 退任                       | 備考 |
| -- | ---------- | ------------------------- | -------------------------- | ---- |
| 1  | 高橋尚一   | 1889年（明治22年）5月6日  | 1905年（明治38年）5月16日  |      |
| 2  | 内田福蔵   | 1905年（明治38年）5月17日 | 1907年（明治40年）8月22日  |      |
| 3  | 新里拓     | 1907年（明治40年）9月19日 | 1915年（大正4年）8月23日   |      |
| 4  | 千葉貞次郎 | 1915年（大正4年）10月5日  | 1919年（大正8年）7月6日    |      |
| 5  | 照井貞次郎 | 1919年（大正8年）8月20日  | 1931年（昭和6年）11月14日  |      |
| 6  | 新里拓     | 1933年（昭和8年）1月7日   | 1941年（昭和16年）2月2日   | 再任 |
| 7  | 鈴木兵作   | 1941年（昭和16年）2月3日  | 1944年（昭和19年）3月29日  |      |
| 8  | 千葉哲雄   | 1944年（昭和19年）4月14日 | 1946年（昭和21年）11月30日 |      |
| 9  | 笹村忠     | 1947年（昭和22年）4月9日  | 1951年（昭和26年）4月5日   |      |
| 10 | 佐々木一郎 | 1951年（昭和26年）4月20日 | 1952年（昭和27年）4月24日  |      |
| 11 | 千葉哲雄   | 1952年（昭和27年）5月30日 | 1954年（昭和29年）11月30日 | 再任 |

## 交通

### 鉄道
- 国鉄釜石線：岩手二日町駅 - 綾織駅